# Быдлиньский, Мацей
Мацей Быдлиньский (пол. Maciej Bydliński, род. 11 марта 1988 года, Щирк, Польша) — польский горнолыжник, участник зимних Олимпийских игр 2014 года, 9-кратный чемпион Польши.

## Спортивная биография
Заниматься горными лыжами Мацей Быдлиньский начал в два года, под руководством своего отца. На соревнованиях под эгидой FIS Мацей начал выступать в конце 2003 года. Довольно часто Быдлиньский попадал в десятку в гонках FIS и национальных чемпионатах. С 2007 года польский горнолыжник стал принимать участия в соревнованиях Кубка Европы, а с 2012 года и в Североамериканском Кубке, причём в каждом из этих Кубков Фалату удавалось набирать зачётные очки. В 2009 году он выступил на зимней Универсиаде, где лучшим результатом для поляка стало 7-е место в скоростном спуске. Быдлиньский принял участие в трёх чемпионатах мира. Лучшим результатом на мировых первенствах является 16-е место, завоёванное в комбинации на чемпионате 2013 года в австрийском Шладминге. В Кубке мира Быдлиньский дебютировал 26 октября 2008 года на этапе в австрийском городе Зёльден. Свои первые очки в рамках мирового кубка Мацей заработал 14 января 2011 года в швейцарском Венгене, когда стал 27-м в комбинации. Лишь однажды польскому спортсмену удалось попасть в 10-ку сильнейших на Кубке мира — это случилось 27 января 2013 года в Кицбюэле, когда Мацей стал 9-м в комбинации.
В 2014 году Мацей Быдлиньский дебютировал на зимних Олимпийских играх. В суперкомбинации Мацей не смог завершить второй вид соревновательный программы. В соревнованиях в супергиганте Быдлиньский показал 38-е время, отстав от первого места чуть более, чем на 4 секунды. В слаломе польский спортсмен не смог завершить первую попытку.
Использует лыжи фирмы Atomic.

## Результаты

### Олимпийские игры
| Олимпийские игры | Скоростной спуск | Супергигант | Гигантский слалом | Слалом | Комбинация |
| ---------------- | ---------------- | ----------- | ----------------- | ------ | ---------- |
| Сочи 2014        | —                | 38          | —                 | DNF1   | DNF2       |

### Чемпионат мира
| Чемпионат мира           | Скоростной спуск | Супергигант | Гигантский слалом | Слалом | Комбинация |
| ------------------------ | ---------------- | ----------- | ----------------- | ------ | ---------- |
| Валь-д'Изер 2009         | —                | 41          | BDSQ1             | DNF1   | 23         |
| Гармиш-Партенкирхен 2011 | —                | DNF1        | DNS2              | DNF1   | DNF1       |
| Шладминг 2013            | DNS1             | 40          | —                 | BDNF2  | 16         |

## Личная жизнь
- В 2000 году стал чемпионом Польши по маунтинбайку.